# Java Speech Markup Language
A API Java Speech API Markup Language ou JSML, é um pacote para fornecer aos aplicativos sintetizadores voz, informações (em forma de texto) sobre qualidade e naturalidade da voz desejada, estabelecer estilos estruturais (parágrafos ou sentenças), enfatizar a pronúncia de palavras, determinar pausas, especificar à natureza das declarações (exclamações, interrogações), controlar o nível sonoro de forma dinâmica, ritmo de pronúncia, etc. 
A JSML é derivada da XML, portanto, utiliza tags que têm que ser abertas e fechadas em todos os casos.